# Esquirol volador de galtes grises
L'esquirol volador de galtes grises (Hylopetes lepidus) és una espècie de rosegador de la família dels esciúrids. Viu a Indonèsia i Malàisia. Se sap molt poca cosa sobre el seu comportament. És probable que, igual que altres espècies de Hylopetes, es tracti d'un animal nocturn i arborícola, El seu hàbitat natural són els boscos. Es desconeix si hi ha cap amenaça significativa per a la supervivència d'aquesta espècie.